# Le Soulèvement du ghetto de Varsovie
Pour les articles homonymes, voir Soulèvement du ghetto de Varsovie.
Le Soulèvement du ghetto de Varsovie est un tableau du peintre français Emmanuel Mané-Katz réalisé en 1946. Cette huile sur toile représente un couple de jeunes gens pendant le soulèvement du ghetto de Varsovie en 1943 en Pologne. Peinte à la demande de l'Association culturelle juive de Nancy pour sa salle de conférences, elle est classée au titre objet des monuments historiques depuis le 17 décembre 2007.